# Oxalis strictula
Oxalis strictula là một loài thực vật có hoa trong họ Chua me đất. Loài này được Steud. mô tả khoa học đầu tiên năm 1856.